# 杜建时

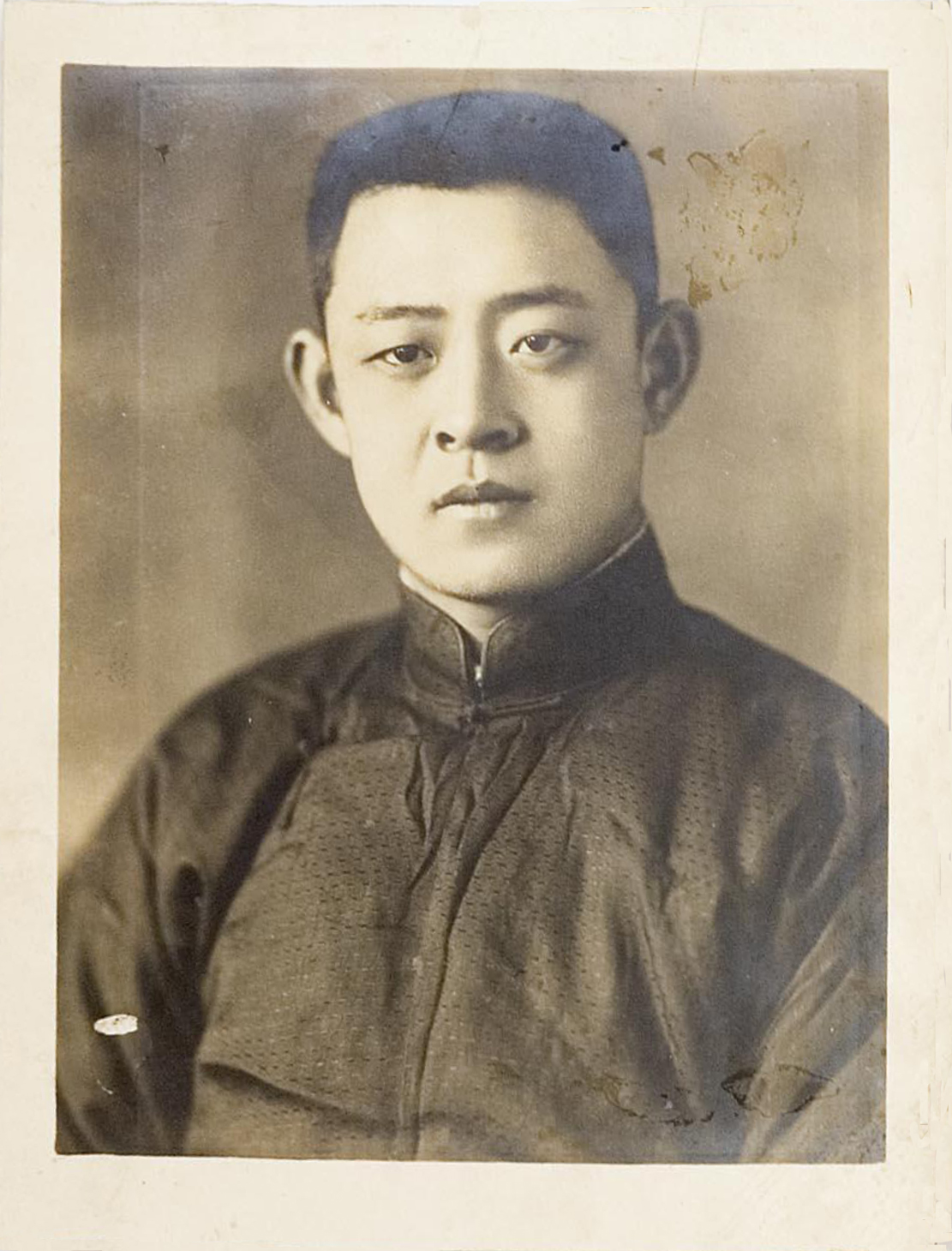

杜建时（1907年5月28日—1989年11月7日），字际平，河北省武清县（今天津市武清区）人，中华民国陆军中将，中华民国、中华人民共和国政治人物。

## 生平
1925年，杜建时入位于北京黄寺的奉系开办的东北讲武堂北平分校。毕业后，他在炮兵教导团任团附，不足半年便升为连长，一年后升为营长。1931年，杜建时入陆军大学。1934年，他被蒋介石指派赴美国堪萨斯留学，入美国陆军指挥参谋学院。毕业后，他获蒋介石致信称，“世界大战即将爆发，我们将领中懂得国际关系的人太少，你要再入一个学校学习国际关系……”杜建时乃又入美国加州大学攻读国际关系学，毕业获法学博士学位。
1939年，杜建时从美国回到中国，此后曾被蒋介石任命为第九战区中将高级参谋及副参谋长。1940年，杜建时作为第九战区副参谋长兼任中央军校长沙分校主任，负责培训中、初级干部。1941年初，他又兼任湖南省干部训练团教育长，负责对地方党政军干部进行轮训。1942年，他任陆军大学教务处处长。不久，他任国防研究院主任，负责筹建国防研究院。 其间，美国派出马格鲁德率领的军事代表团来华协商军事援助中国事宜，杜建时遂被蒋介石任命兼任国民政府军事委员会委员长侍从室中将高级参谋、国民政府参军处中将参军，协助委员长侍从室主任商震与美国代表团进行谈判。1943年2月，中国、美国、英国高级幕僚在英属印度加尔各答集会，中国派出宋子文、何应钦出席，杜建时作为随员参加中国代表团。1943年11月20日，商震、王宠惠率领包括杜建时在内的高级幕僚到开罗参加开罗会议的准备工作。1943年夏，罗斯福、邱吉尔在华盛顿会晤，讨论地中海以及缅甸作战与在中国战区使用美国空军等问题，中国获得邀请与会，蒋介石乃派宋子文偕杜建时作为代表参加会议，称之“三义会议”。1945年，杜建时作为中国代表团成员参加了于美国旧金山召开的联合国成立后的首次大会。
1945年9月，杜建时返回重庆，被蒋介石派往天津任第十一战区驻津、唐、榆代表，在天津设办事处，负责招抚附近地区的伪军，以接应美国海军陆战队从天津登陆，防守出海口及北宁铁路沿线各要点，肃清附近地区的共军，为大部队开赴华北和东北提供便利。为便于指挥，杜建时还被加委为北宁线护路司令兼天津市副市长，其中北宁线护路司令直属于东北行营。天津市市长张廷谔病退后，杜建时升任天津市市长。1949年1月15日，中国人民解放军攻占天津，次日杜建时被俘虏。
中华人民共和国成立后，杜建时继续作为战犯被关押，1963年获得特赦。此后他历任全国政协文史资料委员会专员，第五、六、七届全国政协委员，第六届全国政协文史资料委员会副主任、民革中央监察委员会委员。
1989年11月7日，杜建时在北京逝世，享年83岁。